# 南華體育會全港公開網球錦標賽
南華體育會全港公開網球錦標賽(英語：SCAA Open Tennis Championship)是一項由南華會舉辦的香港網球公開賽事。

## 歷史
比賽於1970年首次舉行，該賽事一直被列為香港認可三大計分賽之一。

## 外部連結
- 官方网站
- 南華體育會全港公開網球錦標賽的Instagram帳戶
- SCAA-Tennis-Opens-南華會網球公開賽的Facebook專頁 （页面存档备份，存于）